# Gluviopsis nigripalpis
Espèce
Synonymes
- Paracleobis nigripalpis Pocock, 1897
- Tarablossia nigripalpis Caporiacco, 1944

Gluviopsis nigripalpis est une espèce de solifuges de la famille des Daesiidae.

## Distribution
Cette espèce se rencontre en Éthiopie et en Somalie.

## Description
La femelle décrite par Roewer en 1933 mesure 15 mm.

## Publication originale
- Pocock, 1897 : Appendix C. Solifugae, Scorpions, Chilopoda, and Diplopoda. Through unknown African countries; the first expedition from Somaliland to Lake Lamu, p. 392-407 (texte intégral).